# Filfla
Filfla – mała, w większości jałowa wyspa położona około 4,5 km na południe od Malty w postaci płaskowyżu o klifowych brzegach, wznoszącego się około 60 m nad powierzchnię morza, oraz linii brzegowej o długości około 988 metrów. Filfla jest niezamieszkana i stanowi aktualnie rezerwat przyrody. Dodatkowo w odległości jednej mili morskiej wokoło ustanowiono zakaz rybołówstwa. Wysepka ta ma powierzchnię 0,02 km² (2 hektary). Około 100 metrów w kierunku południowo-zachodnim od Filfly znajduje się mniejsza wysepka Filfoletta (inna nazwa Filflett), która jest najdalej wysuniętą na południe częścią archipelagu Wysp Maltańskich. Uważa się, że nazwa wysepki pochodzi od słowa „felfel”, w języku arabskim oznaczającym pieprz.

## Środowisko
Filfla jest na liście ochronnej dziedzictwa przyrodniczego Wysp Maltańskich. W wykazie maltańskiego urzędu środowiska i planowania Malta Environment and Planning Authority (MEPA), Filfla ma status rezerwatu przyrody od 1988 roku na podstawie aktu prawnego Act XV of 1988. Filfla funkcjonuje również jako obszar o znaczeniu ekologicznym (ang. Area of Ecological Importance) na podstawie aktu prawnego DPA - GN 827/02, specjalny obszar ochrony siedlisk o znaczeniu międzynarodowym (ang. Special Areas of Conservation - International Importance), azyl dla ptaków (ang. bird sanctuary) oraz jako obszar specjalnej ochrony ptaków (ang. Special Protection Area, SPA). Ma również status specjalnego obszaru ochronnego w ramach programu Natura 2000.
Na wysepce rozmnażają się trzy gatunki ptaków morskich: nawałnik burzowy (szacunkowo 5000–8000 par), Calonectris borealis (ok. 200 par) i mewa romańska (ok. 130 par).
Murówka maltańska (Podarcis filfolensis ssp. filfolensis) i świdrzyk (Lampedusa imitatrix gattoi) są endemiczne dla Filfly. Występuje tam również okazały dziki czosnek, osiągający do 1,8 m. Jest to prawdopodobnie mieszaniec pora Allium ampeloprasum i Allium commutatum.
Dostęp do Filfly jest możliwy tylko w celach edukacyjnych lub naukowych, a odwiedzający muszą uzyskać uprzednio zgodę Environment and Resources Authority.

## Historia
Wyspa Filfla była prawdopodobnie święta dla neolitycznych mieszkańców Malty, którzy zbudowali świątynie Ħaġar Qim i Mnajdra na maltańskim wybrzeżu, naprzeciwko wysepki.
Jedyną znaną stałą budowlą na wyspie była kaplica zbudowana wewnątrz jaskini w 1343 roku, która została zniszczona przez trzęsienie ziemi w 1856, które zatopiło również część wyspy. Na mapie Malty z 1798 roku zaznaczony jest na Filfie fort, latarnia morska i klasztor z kaplicą.
Do 1971 roku Royal Navy i Royal Air Force wykorzystywały wyspy do celów treningowych, a zużyte naboje z tych bombardowań wciąż można znaleźć na Filflie. Obie wyspy stały się rezerwatem ptaków w 1980 roku. Ustawa o rezerwacie przyrody Filfla (The Filfla Natural Reserve Act), uchwalona w 1988 roku, przewidywała dalsze ograniczenia w dostępie i użytkowaniu, w tym zakaz połowów w obrębie jednej mili morskiej (ok. 1,9 km) wokół wyspy ze względu na możliwość napotkania niewybuchów. 
Ogłoszenie rządu maltańskiego nr 173 z 1990 r. po raz kolejny zezwoliło na połowy w strefie jednej mili.
Filfla została przywołana w sporze terytorialnym o szelf kontynentalny między Libią a Maltą. Sprawa została rozstrzygnięta przez Międzynarodowy Trybunał Sprawiedliwości w 1985 roku zasadniczo nie biorąc wysepki pod uwagę.

## Legendy
Historia powstania Filfly jest powiązana z legendami otaczającymi powstanie Il-Maqluba. Maltańska legenda opowiada, że obszar, który obecnie tworzy Il-Maqluba, był zamieszkany przez ludzi, którzy żyli bardzo rozwiązłym życiem. Ostrzegani przed karą bożą przez sąsiada, zlekceważyli to. Bóg ukarał ich, pochłaniając wioskę przez ziemię, ocalał jedynie pobożny sąsiad. Następnie aniołowie wrzucili zapadnięty kawał gruntu do morza, tworząc wyspę Filflę.

## Filfla w kulturze
Filfla służyła jako miejsce lokalizacji Scab Island w filmie z 1980 roku Popeye.